# Pirolito
Ilídio José Panzo là một cầu thủ bóng đá người Angola thi đấu ở vị trí tiền vệ cho InterClube.